# 香港駐悉尼經濟貿易辦事處
香港駐悉尼經濟貿易辦事處（英語：Hong Kong Economic and Trade Office (Sydney)，縮寫為），簡稱香港駐悉尼經貿辦、駐悉尼經貿辦或駐悉尼辦，是香港特別行政區政府駐澳大利亚的官方機構，辦公地點位於悉尼中心商業區的香港樓，是港府在大洋洲設立的首個及唯一的辦事處，處理香港與澳大利亚及新西兰的關係。
香港政府曾兩次設立駐悉尼辦。在1960年12月1日正式運作的首個辦事處全稱為香港政府駐悉尼辦事處（Sydney Office, the Hong Kong Government），而首長則名為貿易代表，及後因營運困難而在1966年結束營運。港府在1995年10月2日再次設置駐悉尼辦並營運至今。

## 歷史

### 第一次成立
澳大利亞自第二次世界大战後一直為香港於亚太地区內重要的英联邦貿易市場，香港政府於1956年墨爾本奧運後在工業貿易諮詢委員會的建議下研究於澳州悉尼設立香港政府辦事處加強經貿宣傳。及後，香港政府在1958年要求英國聯邦關係部出面協商，得以於1959年6月獲澳洲聯邦政府批准設立官方代表。然而，由於港府當時的財政預算及商業形象均有所不足，因而難以覓得澳洲本地員工維持辦事處運作而無法如期營運駐悉尼辦。
延至1960年，港府工商署派出一名助理署長至澳洲負責籌備名為「香港政府駐悉尼辦事處」（Sydney Office, the Hong Kong Government）的駐悉尼辦，他獲澳洲聯邦政府允許外交地位，出入國會及聯邦政府為香港作游說工作。及後，高級貿易主任文信（William Edmond Manson）在1960年12月1日上任為駐悉尼的貿易代表，並設有一名秘書及一名文職職員，而辦事處則設於悉尼溫亞德。在開幕後首四個月，辦事處已收到超過五十家當地公司就於香港設廠或入口貨品的查詢。舊駐悉尼辦除了積極與澳洲聯邦政府爭取更優惠的進口條款及參與澳洲的工商業展覽外，同時亦會接受對香港的貿易投訴，甚至宣傳香港電影。
雖然舊駐悉尼辦成功在澳洲運作，但因受限於財政預算，薪酬欠佳的舊駐悉尼辦難以聘任新員工，而助理貿易代表一職更是無合適人士應徵。在貿易代表文信返英或回港休假或工幹時，舊駐悉尼辦更曾邀請在悉尼退休的前貿易署助理署長豪爾（G. T. Hole）署任貿易代表。最終，儘管舊駐悉尼辦在1965年接獲近千宗查詢，而各項香港及澳洲之間的貿易數據與未設立辦事處時比較均大為增加，但辦事處仍在1966年6月22日起因營運困難而低調地結束運作，從港府機構列表中刪去。自此，香港事務併入英國駐澳洲高級專員公署轄下的駐悉尼總領事館，而文信亦被借調至女皇陛下外交部並於總領事館任職至1968年7月24日。

### 第二次成立

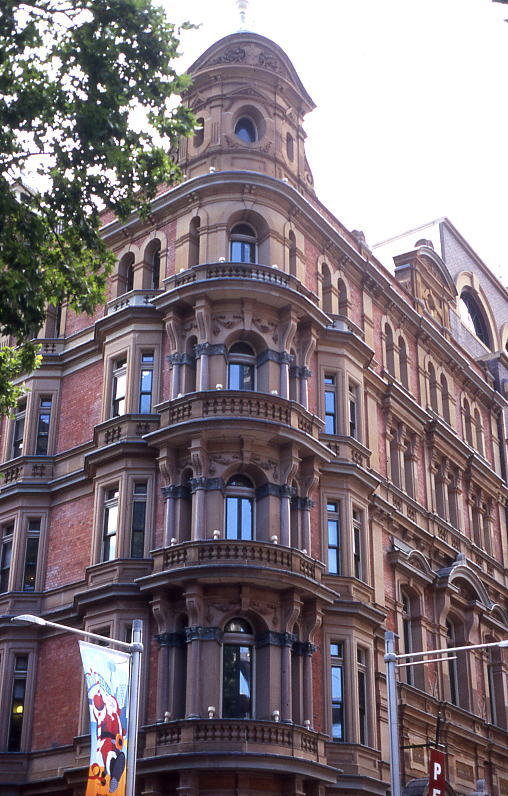
香港樓是香港駐悉尼經濟貿易辦事處的總部，也是香港駐大洋洲各官方機關的大本營

自1980年代末起，澳洲在貿易上採取「亞洲優先」政策，吸引更多商品出口至包括香港在內的东南亚國家，而香港與澳洲關係此時變得更為緊密。在1992年起數年間的雙邊貿易額平均每年增長超過一成，故香港總督彭定康出訪澳洲視察後指示港英政府重設駐悉尼辦，布政司署工商科逐再次於悉尼設立經濟貿易辦事處加強兩地合作，以保障香港的經貿利益，同時欲改變當時澳洲民眾對香港貪污、言論自由欠佳及高生產成本的負面印象。
新的香港駐悉尼經貿辦在1995年10月啟用，處理香港與澳大利亚及新西兰的關係。藉著澳洲地產市場在1990年代陷入低潮，港府將早在1980年代末期在悉尼中心商業區遷入的舊葛信酒店整座以低價買斷，並撥作經貿辦總部，亦將大樓更名為「香港樓」，並與投資推廣署、香港旅遊發展局及香港貿易發展局採取合署办公方式。香港樓於1995年正式啟用，及後在2010年再完成改建。駐悉尼經貿辦集中工作地點的便利甚為罕見，令香港立法局的跨黨派議員在1996年1月的會議上追問工商司俞宗怡會否往後均儘量把政府駐外機關集中地點，方便本地及外地工商民眾，而立法局議員詹培忠更在質詢開支預算時，順帶詢問各機關的潛在合併機會。
然而，經貿辦開幕不久隨即面臨香港於1997年7月1日主權移交，港府對外既要處理辦事處享有的特權與豁免問題，對內又要調整包括薪酬在內的僱員條款，兩者分別在1996年11月及1997年5月完成。
自2014年雨傘革命起，經貿辦的外牆成為港式連儂牆，當地民眾會張貼海報、標語或便利貼等來表達對香港特區政府及中華人民共和國政府的不滿。由於經貿辦的地理位置為悉尼中心商業區最熱鬧的地段，經貿辦連儂牆的參與民眾既廣泛，曝光率亦十分高。經貿辦亦自此成為熱門示威地點，示威者偶爾甚至會將黃絲帶繫上香港樓大門的鐵閘上。經貿辦的示威情況一直延至2019年的反對逃犯條例修訂草案運動時仍然持續。

## 職能
香港駐悉尼經貿辦於1995年10月設立，是香港特別行政區政府設在澳大利亚的官方代表機構，處理香港與澳大利亚及新西兰的關係，它是港府在大洋洲設立的首個及唯一的辦事處。駐悉尼經貿辦的主要職責是致力與澳大利亚及新西兰的各級政府機關及其他機構加強聯繫，以促進香港與當地的雙邊經濟及貿易關係。同時，經貿辦亦處理香港與澳紐在社會及文化等方面的雙邊事務，並在每年都積極舉辦及參與推廣香港的活動。

## 處長列表
舊駐悉尼辦的首長職銜為「香港政府駐澳洲貿易代表」（Hong Kong Government Trade Representative in Australia），由1960年成立至1966年解散的期間內只有文信一人曾擔任該職。現時駐悉尼辦的首長職銜為「香港駐悉尼經濟貿易辦事處處長」，雖然經貿辦處長為首長級薪級第二級的首長級丙級政務官職位，但自經貿辦在1995年10月2日啟用以來，由首任處長祝建勳至第六任處長范偉明中只有區松柏一位是首長級丙級政務官，其餘五位均曾以首長級薪級第三級的首長級乙級政務官出任處長。
香港政府駐澳洲貿易代表
1. 文信（任期：1960年12月1日至1966年6月21日）[2][5]

香港駐悉尼經濟貿易辦事處處長
1. 祝建勳（任期：1995年10月2日至1998年10月18日）[21]
2. 華陳真妮（任期：1998年10月19日至2007年9月19日）[21][24]
3. 黃浪詩（任期：2007年9月20日至2010年7月11日）[22][24]
4. 柏嘉禮（任期：2010年7月12日至2014年8月4日）[22][25]
5. 區松柏（任期：2014年8月5日至2018年1月8日）[22][26][27]
6. 范偉明（任期：2018年1月9日至2020年12月）[22][23][28]
7. 陳楚穎（任期：2021年1月至2021年6月）[29][30][31]
8. 林美儀（任期：2021年7月至2024年9月）[31][32][33]
9. 莊國民（任期：2024年9月至今）[32][33]

## 外部連結
- 香港駐悉尼經濟貿易辦事處 （页面存档备份，存于）
- 香港境外辦事處 （页面存档备份，存于）
- 香港駐悉尼經濟貿易辦事處的Facebook專頁
- 香港駐悉尼經濟貿易辦事處的Instagram帳戶